# Cerastium fontanum subsp. vulgare
Cerastium fontanum subsp. vulgare é uma subespécie de planta com flor pertencente à família Caryophyllaceae. 
A autoridade científica da subespécie é (Hartm.) Greuter & Burdet, tendo sido publicada em Willdenowia 12(1): 37. 1982.
O seu nome comum é orelha-de-rato.

## Portugal
Trata-se de uma subespécie presente no território português, nomeadamente em Portugal Continental, no Arquipélago dos Açores e no Arquipélago da Madeira.
Em termos de naturalidade é nativa de Portugal Continental e do Arquipélago dos Madeira e introduzida no Arquipélago dos Açores.

## Protecção
Não se encontra protegida por legislação portuguesa ou da Comunidade Europeia.